# Elephantomyia (Elephantomyia) dietziana dietziana
Elephantomyia (Elephantomyia) dietziana dietziana is een ondersoort van de tweevleugelige Elephantomyia (Elephantomyia) dietziana uit de familie steltmuggen (Limoniidae). De ondersoort komt voor in het Palearctisch gebied.